# 4121 Carlin
4121 Carlin là một tiểu hành tinh vành đai chính với cận điểm quỹ đạo là 1.7705672 AU. Nó có độ lệch tâm là 0.2545254 và chu kỳ quỹ đạo là 1336.1440360 ngày (3.66 năm).
Carlin có vận tốc quỹ đạo trung bình là 19.33049096 km/s và độ nghiêng quỹ đạo là 23.10272°.
Nó được phát hiện ngày 2 tháng 5 năm 1986 ở Đài thiên văn Palomar.